# Phyllonorycter lapadiella
Phyllonorycter lapadiella är en fjärilsart som först beskrevs av Krone 1909.  Phyllonorycter lapadiella ingår i släktet guldmalar, och familjen styltmalar.
Artens utbredningsområde är:
- Frankrike.
- Grekland.
- Italien.
- Kroatien.
- Serbien.

Inga underarter finns listade i Catalogue of Life.